# یشیل‌ینیجه (آماسیه)
یشیل‌ینیجه (به ترکی استانبولی: Yeşilyenice) یک منطقهٔ مسکونی در ترکیه است که در آماسیه واقع شده‌است. یشیل‌ینیجه ۱٬۶۱۹ نفر جمعیت دارد.